# ودیم بریژینسکی
وادیم لووویچ برزینسکی (۱۵ ژوئیه ۱۹۳۵ در کیف - ۲۳ ژوئن ۱۹۸۰ در مسکو) یک فیزیکدان کشور شوروی بود. وی در شهر کیف متولد شد و در سال ۱۹۵۹ از دانشگاه ایالتی مسکو فارغ‌التحصیل گردید و سپس در شهر مسکو و در موسسه فیزیک نظری لاندو مشغول به کار شد.
وی به دلیل نقشی که در شناسایی نقص‌های توپولوژیکی‌ای که در فاز دمای پایین سیستمهای دو بعدی با تقارن پیوسته وجود دارد، مشهور است.
مجموعهٔ تحقیقات او منجر به کشف گذار برژینسکی-کوسترلیتز-تاولس شد که برای آن جان م. کوسترلیتز و دیوید جی تاولس در سال ۲۰۱۶ جایزه نوبل را دریافت کردند. وی همچنین رهیافتی برای توصیف رفتار الکترون‌ها در سیستم‌های نامنظم یک بعدی ارایه کرد که برای اولین بار اثباتی سازگار برای جایگزیدگی الکترونها در یک بعد را به دست می‌دهد. او اولین کسی است که ابررسانایی با گاف منفی را نیز پیش‌بینی کرد.